# مارینا زیروا
مارینا زیروا (روسی: Марина Жирова؛ زادهٔ ۶ ژوئن ۱۹۶۳) ورزشکار دو و میدانی اهل اتحاد جماهیر شوروی سوسیالیستی است.